# Eugen Fried

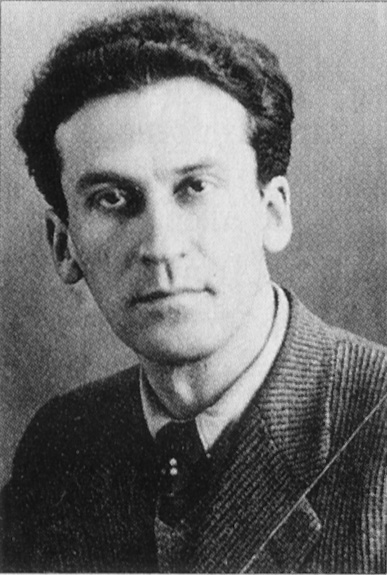
Eugen Fried

Eugen Fried (Trnava, 11 maart 1900 - Brussel, 17 augustus 1943) was de vertegenwoordiger in Frankrijk en tijdens de Tweede Wereldoorlog ook in België van het Komintern, de Derde Internationale, met andere woorden van de Sovjet-Unie en van het stalinisme. Historici van de communistische partij in Frankrijk (Pierre Daix, Annie Kriegel, Stéphane Courtois) hebben hem gezien als de echte baas van de Parti communiste françsis (P.C.F.) tussen 1930 en 1939.

## Levensloop
Fried was een zoon van de Joodse handelaars in Slovakije, Emil Fried en Jeannette Neubauer. Hij volbracht middelbare studies aan het katholieke lyceum van Banska Bystrica. Hij studeerde vervolgens scheikunde aan de universiteit van Budapest. Vanaf 1919 trad hij toe tot revolutionaire groepen, tijdens de revolutionaire acties die in Hongarije leidden tot de staatsgreep geleid door Béla Kun. 
Fried bleef actief als communist binnen het recent opgerichte Tsjecho-Slowakije. Hij werd er als staatsgevaarlijk individu nauw opgevolgd. In 1924 werd hij gearresteerd nadat men in zijn woning compromitterende documenten had gevonden die op de mogelijkheid van een opstand wezen. Hij werd veroordeeld en van 1924 tot 1927 verbleef hij in de gevangenis. Na zijn vrijlating werd hij opnieuw actief in de partij. Hij verdween in 1929 opnieuw achter de tralies. Hij nam toen actief deel aan de omverwerping van de sociaaldemocratische strekking binnen de Tsjecho-Slowaakse communistische partij, om ze te vervangen door Sovjet-Unie-getrouwen. Hij zou normaal secretaris-generaal zijn geworden van deze partij, maar er was te veel tegenstand om die sleutelpost toe te kennen aan een Jood van Hongaarse afkomst. Hij moest het afleggen tegen Klement Gottwald. 
Hij verhuisde dan maar weer naar Moskou en werd opgenomen in het centraal bestuur van de Komintern. Hij werd met verschillende zendingen belast in Oekraïne, Zwitserland en Hongarije. Hij werd ook belast met de opdracht om de scheiding te maken onder de vele Tsjecho-Slowaakse uitgewekenen tussen de echte revolutionairen en de reformisten die niet tot de 'echte' communisten konden behoren. 
Daarna werd hij naar Frankrijk gestuurd met de opdracht orde op zaken te stellen binnen de communistische partij, die in crisis verkeerde. Hij werd hierbij bekleed met volledige beslissingsmacht, boven de Franse partijleiders. 
Clandestien in 1931 in Parijs aangekomen als Monsieur Clément, beschuldigde hij onmiddellijk de twee voornaamste partijleiders, Henri Barbé en Pierre Celor, van "fractionnisme" en liet ze uitsluiten uit het politiek bureau. Hij organiseerde vervolgens een nieuw, aan hem toegewijd bestuur voornamelijk bestaande uit Maurice Thorez, Jacques Duclos, Benoît Frachon, André Marty en Maurice Tréand. Zij zouden gedurende meer dan drie decennia de Parti communiste français leiden. Als secretaris-generaal benoemde hij in 1934 Maurice Thorez, daar waar door de kaderleden eerder Jacques Doriot gewenst werd, maar die Fried als onvoldoende volgzaam tegenover het Komintern oordeelde.
Met Thorez had Fried een volgzame tweede in bevel, aan wie hij alle richtlijnen van Moskou kon doorgeven voor stipte uitvoering. Hij richtte tevens een "commission des cadres" op die als opdracht had de voornaamste partijverantwoordelijken te selecteren, te bevorderen en in de gaten te houden. Deze partijpolitie moest een militaire discipline instampen. Iedere verantwoordelijke, tot op het niveau van de celleider, moest een uitgebreide biografische nota opstellen, waarbij hij op 74 vragen moest antwoorden, betreffende onder meer zijn opleiding, zijn lectuur, zijn familie, zijn intiem leven.

## Tweede Wereldoorlog
De Tweede Wereldoorlog bracht heel wat geharrewar met zich mee. Na lang het nazisme te hebben bestreden, moesten de communisten nu plots radicaal van richting veranderen na het vriendschapsverdrag tussen het Derde Rijk en de Sovjet-Unie. Dit betekende onder meer in Frankrijk harde tussenkomsten vanwege de overheid tegen de PCF. Fried verliet Frankrijk en installeerde zich in de Hugo Verrieststraat in Brugge, een vluchthuis dat enkele tijd voordien door een stroman voor de PCF was aangekocht. Ook Thorez en andere communistische prominenten kwamen daar langs of verbleven er korte tijd. De leiding van de PCF vergaderde er zelfs.
Na mei 1940 vestigde Fried zich in Brussel en werd er namens het Komintern verantwoordelijk voor de clandestiene leiding van alle communistische partijen in de bezette gebieden. Aangezien Thorez naar Moskou gevlucht was, kreeg Jacques Duclos van hem de opdracht om vanuit Brussel de leiding over de clandestiene PCF te nemen. In Frankrijk was het Charles Tillon die de leiding kreeg en er het communistisch verzet en de partizanenstrijd organiseerde.
Eugen Fried bleef in Brussel in de anonimiteit leven. Hij werd nochtans verklikt aan de Duitsers en werd door een Gestapo-commando neergekogeld. De Gestapo wist toen enkel dat hij een communist was, maar kende zijn belangrijke rol niet.
Na de oorlog werd de invloed tot zelfs het bestaan van Fried in de doofpot gestopt door de communistische verantwoordelijken. Pas na de ontbinding van de Sovjet-Unie en de opening van de archieven kon de belangrijke rol van deze man worden vastgesteld en beoordeeld, wat in een uitgebreide biografie door Annie Kriegel en Stéphane Courtois werd ondernomen.

## Privé
Over de persoon Fried zijn uiteenlopende oordelen bekend. Meestal werd gezegd dat hij een knappe man was, groot van gestalte. Sommigen benadrukten meer zijn tekorten, onder meer het stotteren dat hem bij het spreken in het publiek hinderde. Hij verzorgde steeds zijn uiterlijk, die in zijn Franse tijd hem tot een soort dandyisme bracht.
In 1924 had hij een verhouding met de zes jaar oudere Anna Ruzbarska-Jurendkova, de echtgenote van een communistische collega, Sandi Szabo. Fried werd door de bedrogen echtgenoot betrapt en zwaar afgetuigd. Hij trad dan maar in het huwelijk met haar. Het werd geen groot succes en toen hij in 1929 naar Moskou vertrok, volgde zij hem niet en scheidden ze.
In Moskou had Fried een relatie met Ana Pauker (1893-1960), later minister van buitenlandse zaken in het communistische Roemenië. Ze kregen een dochter, Maria Pauker, die Fried naar Frankrijk meenam, waar ze werd opgevoed door de ouders van Aurore Memboeuf, de eerste vrouw van Maurice Thorez. 
Aurore werd de minnares van Fried en verliet Thorez (van wie ze pas in 1947 scheidde) en hun zoon met zich meenam. Thorez scheidde en nam Jeannette Vermeersch als tweede vrouw, met wie hij in 1947 trouwde.